# Italië op het Eurovisiesongfestival 2011

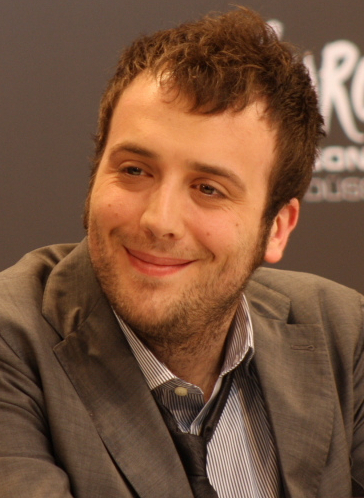
Raphael Gualazzi op een persconferentie in Düsseldorf.

Italië nam deel aan het Eurovisiesongfestival 2011 in Düsseldorf, Duitsland. Het was de 37ste deelname van het land op het Eurovisiesongfestival. De RAI was verantwoordelijk voor de Italiaanse bijdrage voor de editie van 2011.

## Selectieprocedure
Op 2 december 2010 maakte de EBU de terugkeer van Italië op het Eurovisiesongfestival bekend. Na dertien jaar afwezigheid keert de Italiaanse nationale omroep terug, tot grote vreugde van de EBU en vele fans. De EBU had jarenlang geprobeerd de Italianen terug op het festival te krijgen, zonder succes. In het najaar van 2010 kondigde RAI aan dat de winnaar van het komende X Factor mogelijk het land mocht vertegenwoordigen op het Eurovisiesongfestival. Nathalie Giannitrapani won X Factor, maar uiteindelijk mocht zij niet naar Düsseldorf. Er werd ook geopperd om de winnaar van het Festival van San Remo te laten deelnemen, naar aloude traditie. Het Eurovisiesongfestival is ook gebaseerd op het festival uit San Remo.
Uiteindelijk werd beslist dat de Italiaanse vertegenwoordiger uit het Festival van San Remo geselecteerd zou worden. Een speciale jury zou de kandidaat kiezen die volgens hen het best geschikt is om naar het Eurovisiesongfestival te gaan. Dit wil zeggen dat de winnaar van het Festival van San Remo niet automatisch Italië zou vertegenwoordigen in Duitsland. Uiteindelijk koos de speciale jury voor Raphael Gualazzi om Italië te vertegenwoordigen op het zesenvijftigste Eurovisiesongfestival, met zijn nummer Follia d'amore. Dat nummer werd later wel herwerkt en kreeg een nieuwe titel: Madness of love.

## In Düsseldorf
In Düsseldorf mocht Italië meteen aantreden in de finale, het moest niet deelnemen aan een van de halve finales. Reden hiervoor is dat Italië lid is van de Grote Vijf: de vijf grootste nettobetalers van de EBU. Ook toen Italië niet deelnam aan het Eurovisiesongfestival betaalde het elk jaar een bijdrage waarmee de kosten van het Eurovisiesongfestival gefinancierd werden. Even was er discussie of het aantal rechtstreeks geplaatste landen wel moest worden uitgebreid ten gunste van Italië, maar uiteindelijk werd toch over gegaan tot deze gunstmaatregel om de RAI over de streep te trekken opnieuw deel te nemen aan het internationale liedjesfestival.
In de finale, op zaterdag 14 mei, trad Italië als twaalfde van 25 landen aan, net na Amaury Vassili die namens Frankrijk zong en gevolgd door Zwitserland, dat vertegenwoordigd werd door Anna Rossinelli. Aan het einde van de puntentelling stond Raphael Gualazzi op de tweede plaats, met 189 punten. Enkel Azerbeidzjan deed beter, met 221 punten. De tweede plaats was de beste prestatie voor Italië sinds 1990, toen Toto Cutugno het festival wist te winnen in Zagreb. Vooraf werd Italië nochtans niet bij de kanshebbers geschat door de bookmakers. Na afloop van het festival werd duidelijk dat vooral de vakjury's veel punten veil hadden voor Raphael Gualazzi. Als het enkel van de jury's afhing, won Italië het festival overtuigend, met 251 punten. Azerbeidzjan had 69 punten achterstand op de Italianen. Bij het publiek haalde Italië een elfde plaats, met 99 punten, terwijl Azerbeidzjan won met 223 punten. Het was duidelijk dat de vakjury's Italië wilden belonen voor de terugkeer op het Eurovisiesongfestival. Met een hoge eindklassering was de kans groter dat de Italiaanse openbare omroep RAI in de toekomst zou blijven deelnemen. De punten op deze editie werden namens Italië doorgegeven door Raffaella Carrà.